# Bloco do Eu Sozinho
Pour les articles homonymes, voir Ventura.
Albums de Los Hermanos
Los Hermanos
(1999) Ventura
(2003)
Singles
1. Todo Carnaval Tem Seu Fim
Sortie : 2001
2. A Flor
Sortie : 2001
3. Sentimental
Sortie : 2001
4. Fingi na Hora Rir
Sortie : 2002

Bloco do Eu Sozinho est le deuxième album du groupe brésilien Los Hermanos, sorti en 2001.

## Description
Pour échapper à la tension provoquée par l'exigence de nouveaux hits du label, le groupe a pris refuge dans un site dans la région montagneuse de l'État de Rio de Janeiro et a commencé à composer sans prétention.
Pendant cette période, le bassiste Patrick Kaplan a décidé de quitter le groupe, apparemment mécontent avec le nouveau son de la bande. Le producteur et collaborateur Alexandre Kassin le remplace lors de l'enregistrement de l'album.

### Liste des titres
| No  | Titre                     | Paroles                          | Musique                          | Durée |
| --- | ------------------------- | -------------------------------- | -------------------------------- | ----- |
| 1.  | Todo Carnaval Tem Seu Fim | Marcelo Camelo                   | Marcelo Camelo                   | 4:23  |
| 2.  | A Flor                    | Rodrigo Amarante, Marcelo Camelo | Rodrigo Amarante, Marcelo Camelo | 3:27  |
| 3.  | Retrato Pra Iaiá          | Marcelo Camelo, Rodrigo Amarante | Marcelo Camelo, Rodrigo Amarante | 3:57  |
| 4.  | Assim Será                | Marcelo Camelo                   | Marcelo Camelo                   | 3:36  |
| 5.  | Casa Pré-Fabricada        | Marcelo Camelo                   | Marcelo Camelo                   | 2:55  |
| 6.  | Cadê Teu Suín-?           | Marcelo Camelo                   | Marcelo Camelo                   | 2:35  |
| 7.  | Sentimental               | Rodrigo Amarante                 | Rodrigo Amarante                 | 5:09  |
| 8.  | Cher Antoine              | Rodrigo Amarante                 | Rodrigo Amarante                 | 2:29  |
| 9.  | Deixa Estar               | Marcelo Camelo                   | Marcelo Camelo                   | 3:30  |
| 10. | Mais uma Canção           | Marcelo Camelo, Rodrigo Amarante | Marcelo Camelo, Rodrigo Amarante | 4:11  |
| 11. | Fingi na Hora Rir         | Marcelo Camelo                   | Marcelo Camelo                   | 4:10  |
| 12. | Veja Bem Meu Bem          | Marcelo Camelo                   | Marcelo Camelo                   | 4:40  |
| 13. | Tão Sozinho               | Marcelo Camelo                   | Marcelo Camelo                   | 1:19  |
| 14. | Adeus Você                | Marcelo Camelo                   | Marcelo Camelo                   | 2:58  |